# Крпељ
Крпељ је пауколики ектопаразит из реда Ixodida поткласе Acarina. Крпељи се дијеле на тврде (фамилије Nuttalliellidae и Ixodidae) и меке (фамилија Argasidae).
Крпељи најчешће бораве на врху високих трава гдје чекају пролазак животиње (и човјека) на коју се после идентификације мирисом закаче помоћу посебних кука на предњим ногама. Идентификација се дешава путем посебних хеморецептора који реагују на хемијска једињења у ваздуху. Крпељ тим рецепторима препознаје угљен-диоксид, млијечну киселину, амонијак као и код свих сисара препознатљиву бутанску киселину. Крпељ реагује и на свјетлосне промјене (посебно тамно-свијетло) као и на вибрације.

## Крпељи као изазивачи болести
Крпељи могу бити преносиоци бројних спирохета, најчешће борелије (бактерија Borrelia burgdorferi) која може проузроковати лајмску болест која је безопасна ако се довољно рано утврди. У каснијем стадијуму ова болест проузрокује компликације као нпр. артритис, хронично отицање зглобова као и оштећења периферног нервног система.
Убод крпеља је безболан тако да је након боравка у природи неопходно прегледати кожу целог тијела. Посебно пажњу треба посветити контроли места са њежном кожом, док је код дјеце неопходна комплетна контрола. Овај паразит, уколико се не уклони, остаје дуго времена на „домаћину“.

## Други крпељи
Крпељима се назива и једна група гриња — ендопаразити шугарци, који живе у кожи човјека, најчешће између прстију.